# Joškar-Ola
Joškar-Ola (Йошка́р-Ола́) je grad u Ruskoj Federaciji.
Glavni je grad republike Marij El u Privolškom saveznom okrugu.
Ima 248.600 stanovnika po podatcima iz 2002. Usporenim ritmom biva naseljavan ljudstvom iz susjednih područja.
Ime znači "crveni grad" na marijskom jeziku.
Do 1919. godine, nosio je ime Carjovokokšajsk (ruski: Царёвококшайск), a od 1919. – 1927. je nosio ime Krasnokokšajsk (ruski: Краснококшайск).
U sovjetskom vrijeme, posebice poslije drugog svjetskog rata, grad je bio regionalnu industrijsko i prijevozno središte i narastao je do svoje sadašnje veličine. Raspad SSSR-a je uklonio potporu za neučinkovite državne tvrtke, što je dovelo do brojnih skorih zatvaranja većine proizvodnih subjekata u području.
Većina gradske gospodarske aktivnosti je nosilo trgovačko putništvo koji je dovozilo dobra (uglavnom loše industrijske plagijate) s moskovskih na joškar-olske tržnice.
Oštri pad u životnom standardu je doveo do iseljavanja specijaliziranih profesionalaca u veće ruske gradove. Grad je osjetio skroman gospodarski rast otad, a otvorili se i nekoliko novih maloprodajnih pogona. Ipak, široko raširena porezna evazija otežava izmjeru gospodarske aktivnosti.
Korupcija javnih službenika i sudaca, organizirani zločin i nedostatak odgovarajuće i obrazovane radne snage dovelo je do toga da grad nije mogao privući značajnije iznose izravnih inozemnih ulaganja, što i nadalje truje razvoj cijele te regije.

## Vanjske poveznice
- Slike i priče iz Joškar-Ole  Arhivirana inačica izvorne stranice od 2. srpnja 2019. (Wayback Machine)
- Plan grada